# Strychnos umbellata
Strychnos umbellata hay còn gọi mã tiền hoa tán, mạ lìn an (tiếng Tày) là loài thực vật hai lá mầm thuộc họ mã tiền, được mô tả đầu tiên bởi João de Loureiro.